# Kluže
Het fort Kluže is een fort nabij Bovec in de regio Primorska in het noordwesten van Slovenië.
Het werd in 1472 als vesting tussen Bovec bij de weg naar Cave del Predil en Karinthië gebouwd. Waarschijnlijk diende het aanvankelijk als verdediging van Friuli tegen de Turken. In de loop van de 16e eeuw kwam Bovec onder Oostenrijks gezag als resultaat van de oorlogen tussen Venetië en de Habsburgers. Het werd een autonoom graafschap, maar bewaarde voorlopig de kerkelijke afhankelijkheid van Ciudad en Aquilea. Aan het eind van de 18e eeuw was het gehele bestuur Oostenrijks, en dat zou zo blijven tot 1918. In 1796-1797 trok Napoleons leger door het dal; er werd rond het fort gevochten.
In 1903 werd een deel van Bovec door brand verwoest. Dat wat nog overeind stond, werd in de Eerste Wereldoorlog kapotgeschoten, toen de Italiaans-Oostenrijkse frontlijn (Isonzofront) dwars door het dal van noord naar zuid sneed.